# Giro delle Fiandre 1957
Il Giro delle Fiandre 1957, quarantunesima edizione della corsa, fu disputato il 31 marzo 1957, per un percorso totale di 240 km. Fu vinto dal belga Fred De Bruyne, al traguardo con il tempo di 5h58'00", alla media di 40,560 km/h, davanti a Jef Planckaert e Norbert Kerckhove.
I ciclisti che partirono da Wetteren furono 174; coloro che tagliarono il traguardo, sempre a Wetteren, furono 85.

## Ordine d'arrivo (Top 10)
| Pos. | Corridore         | Squadra                           | Tempo    |
| ---- | ----------------- | --------------------------------- | -------- |
| 1    | Fred De Bruyne    | Carpano-Coppi                     | 5h58'00" |
| 2    | Jef Planckaert    | Peugeot-BP                        | s.t.     |
| 3    | Norbert Kerckhove | Faema-Guerra                      | s.t.     |
| 4    | Nicolas Barone    | Saint Raphael-Geminiani-Quinquina | s.t.     |
| 5    | Yvo Molenaers     | Plume Sport                       | s.t.     |
| 6    | Gastone Nencini   | Leo-Chlorodont                    | s.t.     |
| 7    | Seamus Elliott    | Helyett-Potin                     | s.t.     |
| 8    | Frans Schoubben   | Peugeot-BP                        | s.t.     |
| 9    | Agostino Coletto  | Carpano-Coppi                     | s.t.     |
| 10   | Désiré Keteleer   | Carpano-Coppi                     | s.t.     |